# 10 brumaire
10 vendémiaire 10 frimaire
Le décadi 10 brumaire, officiellement dénommé jour de la charrue, est le 40e jour de l'année du calendrier républicain.
C'était généralement le 31e jour du mois d'octobre dans le calendrier grégorien.